# Legua crenulata
Legua crenulata är en insektsart som först beskrevs av Stoll, C. 1813.  Legua crenulata ingår i släktet Legua och familjen Romaleidae. Inga underarter finns listade i Catalogue of Life.